# Sıraköy, Azdavay
Sıraköy là một xã thuộc huyện Azdavay, tỉnh Kastamonu, Thổ Nhĩ Kỳ. Dân số thời điểm năm 2008 là 149 người.